# Hlinaia Mică, Edineț
Hlinaia Mică este un sat din cadrul comunei Rotunda din raionul Edineț, Republica Moldova.

## Demografie

### Structura etnică
Structura etnică a satului conform recensământului populației din 2004:
| Grup etnic         | Populație | % Procentaj |
| ------------------ | --------- | ----------- |
| Moldoveni / Români | 38        | 74,51%      |
| Ucraineni          | 12        | 23,53%      |
| Ruși               | 1         | 1,96%       |
| Total              | 51        | 100%        |